# Глущенко Микола Матвійович
Глущенко Микола Матвійович (*03.12.1939, с. Бокова — †04.05.2004, с. Кірове) — український поет, один з найпомітніших ліриків краю 60-70-х років.

## Життєпис
Народився в степовому селі Бокова в родині з козацьким корінням. Працював в Кривому Розі. Згодом повернувся в рідне село.
Учасник всеукраїнських літературних семінарів і нарад в Ірпені, Дніпропетровську і Києві. Автор тексту до популярної в 70-х роках пісні «Коло твого двору…», музику до якої написав Едуард Ханок. Пісня увійшла до української пісенної класики минулого століття.
В період застою друкувати вірші Миколи Матвійовича було заборонено.

## Аудіо-записи
- https://www.youtube.com/watch?v=T3GE6rqVJ-4 [Архівовано 14 лютого 2022 у Wayback Machine.]